# Park przy ulicy Klasztornej w Krakowie
Park przy ulicy Klasztornej – zabytkowy park miejski w Krakowie, znajdujący się w dzielnicy XVIII Nowa Huta pomiędzy ulicą Klasztorną (na wschodzie), ulicą Wacława Sieroszewskiego (na południu), budynkami szpitala im. Stefana Żeromskiego na osiedlu Młodości (na zachodzie) i działką na której znajduje się willa Rogozińskich (na północy). Park położony jest na terenie zbliżonym do trapezu o wymiarach 45 do 85 metrów szerokości i 135 metrów długości. Zajmuje powierzchnię 88 arów. Teren parku jest zasadniczo płaski, lekko opada w kierunku południowo-zachodnim.

## Historia
Park jest położony na obszarze dawnej wsi Mogiła. Powstawał równocześnie z rezydencją – willą Rogozińskich, chociaż jedynie przez 16 lat tworzył całość, tzn. wspólnotę majątkową z działką, na której wybudowano willę. W połowie XIX wieku, teren na którym współcześnie znajduje się park należał do rolnika Stanisława Zemły i składał się z ogrodu, roli i łąki. Działka, na której znajduje się obecnie willa należała do rodziny Rogozińskich, która to na przełomie XIX i XX wieku wybudowała na miejscu starego domu nową, murowaną z cegły i otynkowaną willę w stylu dworku, rezydencji podmiejskiej, usytuowaną w północno-wschodniej części parceli, bliżej ulicy Klasztornej. Gdy rodzina Rogozińskich sprzedała posiadłość, kolejnymi właścicielami rezydencji zostali: w 1917 roku Maria z Mieszkowskich Niemiryczowa, a po czterech latach – w 1921 roku majątek nabyli na podstawie aktu kupna Jan Ignacy Lelito i Katarzyna z Kołodziejczyków Lelitowa. 16 stycznia 1933 roku posesję zakupili Georges Jean Wladislas de Pobóg Krasnodębski i Anna Maria de Pobóg Krasnodębska. Nowi właściciele już dziewięć miesięcy później nabyli położony na południe, należący dawniej do Stanisława Zemły majątek i założyli na nim park krajobrazowy.
Okres pomiędzy 1933 a 1948 rokiem to czas, kiedy obszar, w skład którego wchodziły pierwotna działka, na której znajduje się willa, działka przylegająca od północy, na której Krasnodębscy w latach 30. wznieśli skrzydło północne budynku i park przynależał do jednego właściciela. Krasnodębscy urządzili przed dworkiem jedno wnętrze kompozycyjne o klinowatym kształcie. We wnętrzu rosły krzewy ozdobne i kwiaty, a bliżej ganku założono trawnik. Posadzono m.in. sosny, a także wiele drzew liściastych, które próbowano połączyć kompozycyjnie z istniejącym sadem w zachodniej części założenia i rosnącymi na tym obszarze, wzdłuż linii wschód-zachód starymi grabami i wiązami, będącymi być może pozostałością dawnej zieleni przydrożnej. Utworzono również alejki żwirowane, wykonane na specjalnie ubijanym podkładzie z piasku i gliny. Mimo niewielkich rozmiarów założenia, kompozycja parku za czasów Krasnodębskich miała charakter tak zwanego stylu dworkowego, panującego w sztuce ogrodowej w latach 30. XX wieku. Polegał on na połączeniu parku o charakterze naturalistycznym z sadem i ogrodem.
W 1949 roku rozpoczyna się budowa Nowej Huty. Niedługo później wzdłuż południowej granicy parku powstaje ulica Wacława Sieroszewskiego, a w północno-zachodniej jego części skonstruowano drewniany amfiteatr – muszlę koncertową i ławki dla widowni. W jego okolicy usunięto część drzew owocowych. W latach 50., oddzielony od willi park zaczął pełnić funkcje rekreacyjne dla mieszkańców nowo powstałych osiedli Nowej Huty. W 1971 roku, w południowej części parku, przy ulicy Sieroszewskiego ustawiono pomnik-głaz upamiętniający Wojciecha Bogusławskiego, który akcję swojej opery „Cud mniemany, czyli Krakowiacy i Górale” umieścił w Mogile. W latach 70. teren parku został uporządkowany; wycięto dziko rosnące krzewy, wykonano nowe ogrodzenie, wyasfaltowano alejki i zamontowano oświetlenie niskie i wysokie. Rozebrano też pozostałości zdewastowanego amfiteatru. W jego miejscu powstała polana, uzupełniona przez dosadzenie drzew.
W 2006 roku park przy ulicy Klasztornej przeszedł gruntowną rewaloryzację. W jej trakcie wyremontowano dotychczasowe alejki, które wykonano w technologii Hanse Grand. Jest to nawierzchnia przyjazna środowisku, składająca się z łupków, żwiru i kamienia naturalnego. Dostawiono również elementy małej architektury: 24 ławki, kosze i cztery stoły do gier planszowych, zlokalizowane na jednym z dwóch małych placyków w alejkach północnej części parku. Drugi placyk stanowi rezerwę terenu pod ewentualne wystawy plenerowe, rzeźbę lub inny element plastyczny. Zainstalowano też wysokie lampy oświetleniowe, nowe, niskie, metalowe ogrodzenie zewnętrzne oraz dokonano renowacji trawników i dosadzenia krzewów oraz bylin.

## Roślinność
Podstawowym składnikiem zieleni w parku są drzewa. Rośnie tu 10 gatunków drzew liściastych: robinia akacjowa, klon zwyczajny, dąb szypułkowy, dąb czerwony, kasztanowiec pospolity, wiąz szypułkowy, grusza pospolita, lipa drobnolistna, jesion wyniosły, grab pospolity oraz dwa gatunki drzew iglastych: świerk kłujący i modrzew europejski. Najstarszymi okazami są pochodzące z połowy XIX wieku dęby, grab, jesion wyniosły i wiąz szypułkowy. Najwięcej zasadzeń dokonywano w latach 30. i 50. XX wieku. Największy obwód pnia w pierśnicy mają dęby (307 i 313 cm), jesiony (293 i 359 cm), kasztanowce (202 i 282 cm), wiązy (234, 244 cm), klony (202, 214 cm) robinie (200 i 212 cm) i lipy (176, 247 cm). Drzewa iglaste, posadzone w latach 50., nie osiągnęły dotychczas większych rozmiarów. Według stanu na rok 2010, w parku rosło w sumie 137 drzew, z czego najwięcej klonów – 34 sztuki, jesionów – 23 sztuki i świerków – 17 sztuk.
Drzewa, jako główny czynnik determinujący kompozycję parku, rosnąc w grupach i pasmach tworzą kilka wnętrz. Pierwsze wnętrze otwiera się od strony północnej na elewację frontową willi. Drugie wnętrze stanowi polana w zachodniej części parku, w miejscu dawnego sadu, po którym pozostałością jest samotnie rosnąca, stara grusza (164 cm w pierśnicy), ale jeszcze w latach 70. rosły na tym obszarze jabłonie, śliwy i wiśnie. Polana powstała po usunięciu pozostałości amfiteatru i została dopełniona kompozycyjnie przez dosadzenie dwóch drzew: brzozy brodawkowatej, obecnie już nieistniejącej i jesionu odmiany zwisającej, który rośnie, ale pozostaje w bardzo złym stanie. Trzecie wnętrze położone jest w południowej części parku, częściowo otwarte na południe. Od strony południowo-zachodniej jest ono zamknięte przez pas modrzewi, świerków i jesionów. Kompozycja wnętrz zasadniczo zamyka się w granicach obecnego parku i bezpośredniego otoczenia willi. Brak otworów widokowych na południe uwarunkowany jest bliskością wysokich drzew rosnących na terenie klasztoru Cystersów i wokół kościoła św. Bartłomieja. Dopełniają one zamknięcie wnętrz parkowych. Z analizy rozmieszczenia drzew wynika, że na wyraz kompozycyjny parku znaczny wpływ miała kolorystyka liści, szczególnie czerwonych dębów, kasztanowców i klonów w okresie jesiennym. Uwzględniono też kwitnięcie drzew owocowych w okresie wiosennym. Kolorystykę parku kształtują również kwitnące lipy i robinie.
Obecnie park służy okolicznym mieszkańcom oraz pensjonariuszom szpitala. Z tego powodu istnieje konieczność dbania o jego walory przyrodniczo-zdrowotne i estetyczno-krajobrazowe. Biorąc to pod uwagę, wprowadzono do zieleni parku nowe odmiany krzewów: tawułę japońską, mahonię pospolitą, ognika szkarłatnego, pięciornika krzewiastego oraz kilka odmian róż. Krzewy te znacznie urozmaiciły kolorystykę kompozycji parkowych, a gatunki zimozielone ubogacają estetykę parku w sezonie zimowym. Posadzono również krzewinki: barwinek pospolity, runiankę japońską i trzmielinę pospolitą. Ponadto posadzone zostały bardzo trwałe, mało wymagające i bardzo dekoracyjne dla miejsc cienistych byliny odmiany funkie oraz paproć nerecznicę.

## Galeria

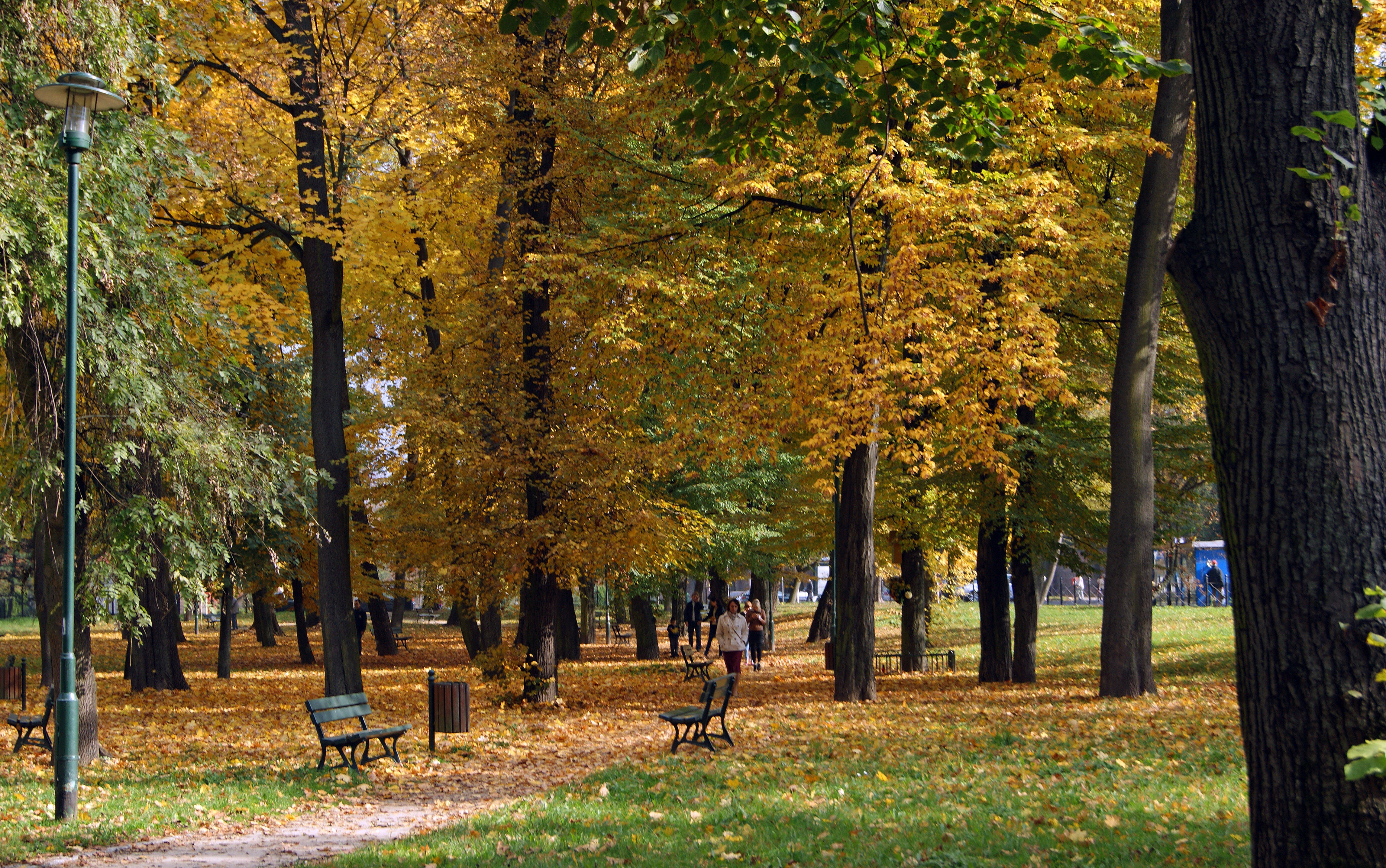
Park jesienią
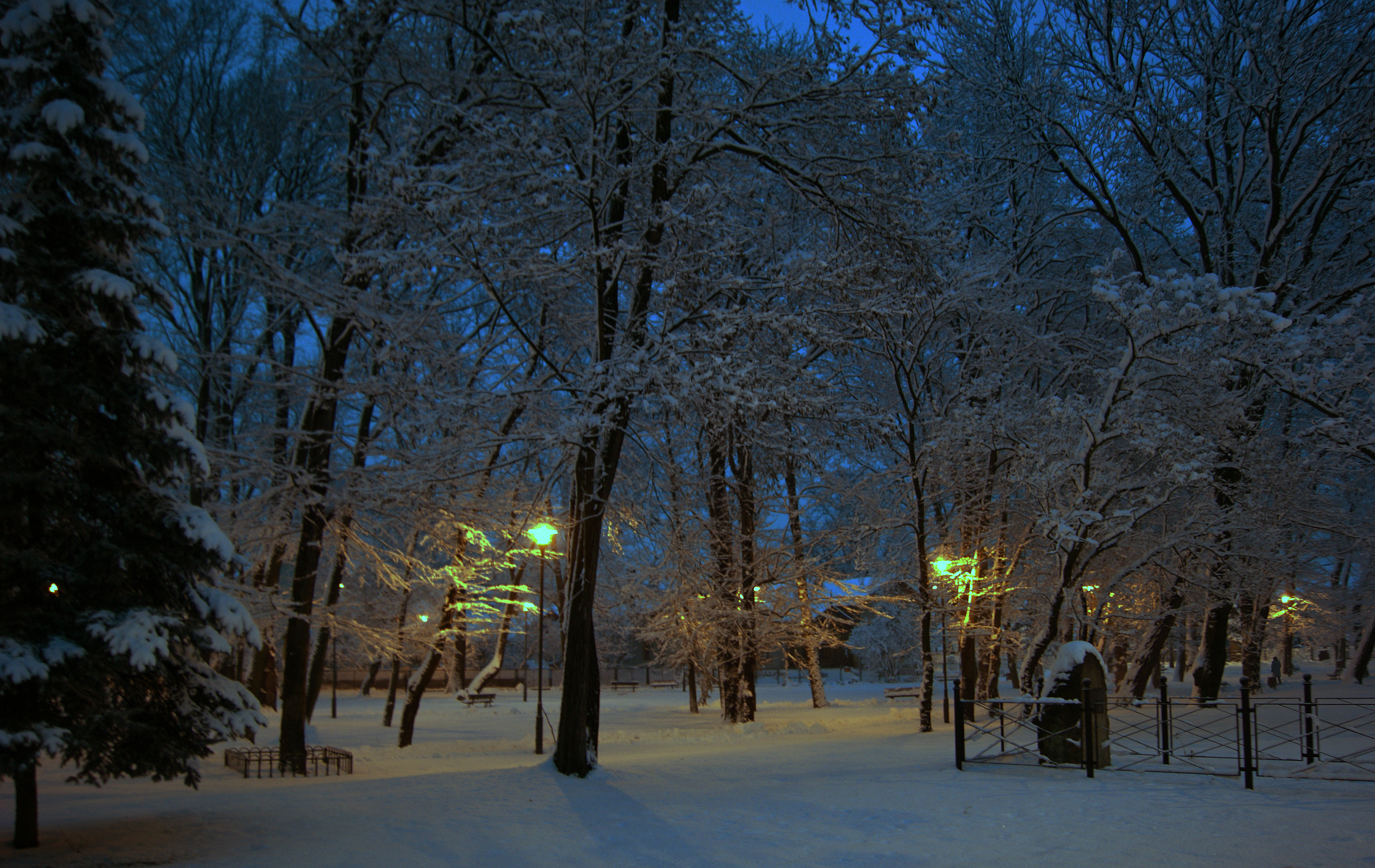
i zimową nocą
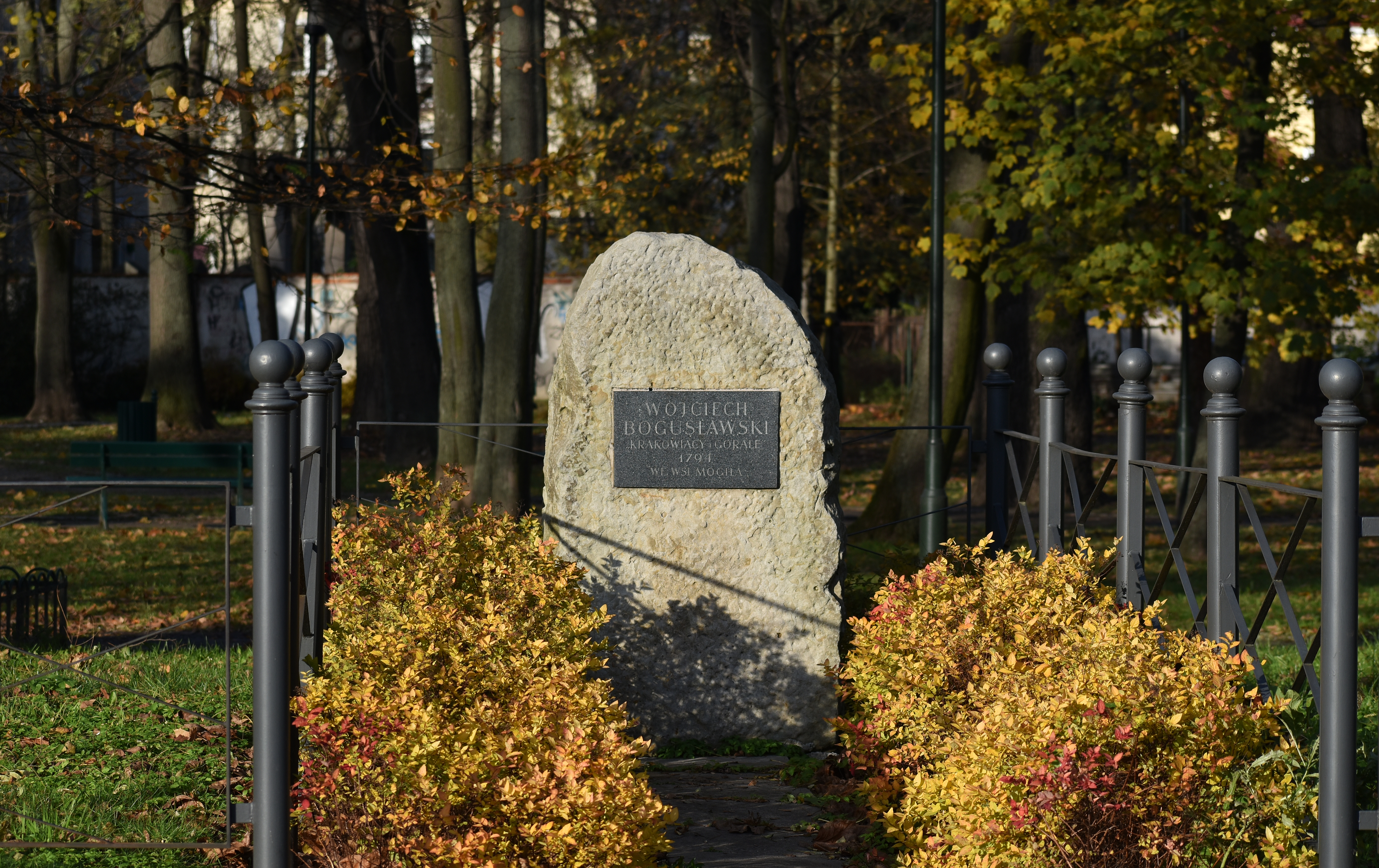
Pomnik Wojciecha Bogusławskiego